# Xã Turtlecreek, Quận Warren, Ohio
Xã Turtlecreek (tiếng Anh: Turtlecreek Township) là một xã thuộc quận Warren, tiểu bang Ohio, Hoa Kỳ. Năm 2010, dân số của xã này là 15.143 người.